# Apatophysis
Apatophysis is een kevergeslacht uit de familie van de boktorren (Cerambycidae). De wetenschappelijke naam van het geslacht werd voor het eerst geldig gepubliceerd in 1860 door Chevrolat.

## Soorten
Apatophysis omvat de volgende soorten:
- Apatophysis danczenkoi Danilevsky, 2006
- Apatophysis farsicola Sama, Fallahzadeh & Rapuzzi, 2005
- Apatophysis margiana Semenov & Schegoleva-Barovskaya, 1936
- Apatophysis modica Gahan, 1906
- Apatophysis anatolica Heyrovský, 1938
- Apatophysis baeckmanniana Semenov, 1907
- Apatophysis barbara (Lucas, 1858)
- Apatophysis caspica Semenov, 1901
- Apatophysis centralis Semenov, 1901
- Apatophysis hotanica Danilevsky, 2008
- Apatophysis kadleci Danilevsky, 2008
- Apatophysis karsica Danilevsky, 2008
- Apatophysis kashgarica Semenov, 1901
- Apatophysis katbehi Rapuzzi & Sama, 2013
- Apatophysis komarowi Semenov, 1889
- Apatophysis laosensis Gressitt & Rondon, 1970
- Apatophysis pavlovskii Plavilstshikov, 1954
- Apatophysis roborowskii Semenov, 1901
- Apatophysis serricornis (Gebler, 1843)
- Apatophysis sieversi Ganglbauer, 1887
- Apatophysis sinica Semenov, 1901
- Apatophysis tonkinea Pic, 1912
- Apatophysis vedica Danilevsky, 2008